# Балеску, Раду
Раду Балеску (рум. Radu Bălescu, 18 июля 1932 — 1 июня 2006) — румынский и бельгийский (с 1959) физик, профессор группы Статистическая физика и физика плазмы (Statistical and Plasma Physics) в Свободном университете Брюсселя (Université Libre de Bruxelles).
Балеску родился в Бухаресте, Румыния. Обучался в средних школах Titu Maiorescu (1943—1948, Бухарест) и Athénée royal d’Ixelles (1948—1950, Иксель, Бельгия). В Свободном университете Брюсселя изучал химию и в 1958 получил докторскую степень. Свою академическую карьеру он начал в 1957 в том же университете ассистентом (у Ильи Пригожина) в Service de Physique Théorique et Mathématique. В 1964 стал доцентом, в 1985 году — ординарным профессором. Его работы посвящены статистической физике заряженных частиц (оператор столкновений Балеску—Ленарда) и теории переноса в плазме при магнитном удержании.
В 1970 был награждён премией Франки в области точных наук, в 2000 году — премией Ханнеса Альфвена Европейского физического общества.